# Зейгарник, Блюма Вульфовна
Блю́ма Ву́льфовна Зейга́рник (урождённая Женя Блюма Герштейн; нем. Bluma Zeigarnik; 27 октября (9 ноября) 1900, Прены, Мариампольский уезд, Сувалкская губерния, Российская империя — 24 февраля 1988, Москва, СССР) — советский психолог, основательница советской патопсихологии.
Широко известен результат диссертационной работы Зейгарник, выполненной под руководством Курта Левина в Берлинском университете, где она показала, что незавершённые действия запоминаются лучше, чем завершённые («эффект Зейгарник»). С 1931 года работала в психоневрологической клинике Всесоюзного института экспериментальной медицины в сотрудничестве с Л. С. Выготским.
Одна из создателей факультета психологии МГУ, кафедры нейро- и патопсихологии. Выдающийся вклад Блюмы Зейгарник в разработку психологических проблем был оценён Американской психологической ассоциацией, присудившей ей премию имени Курта Левина (1983). В СССР ей была присуждена Премия имени М. В. Ломоносова I степени (1978).

## Биография

Блюма Зейгарник (1921)

Блюма Зейгарник и её муж Альберт незадолго до переезда в Берлин (Ковно, 1921)

Блюма Вульфовна Герштейн родилась 27 октября (9 ноября) 1901 года в Пренах Сувалкской губернии Российской империи. Родители, Вульф Нотелевич Герштейн (1861—1936), уроженец Волковышек, и Роня-Фейга Орелевна Розенгард (1865—1941), владели магазином. В семье говорили как на идиш, так и на литовском, польском и на русском.
Училась в гимназии в Пренах, с 1916 года — в Алексеевской женской гимназии Е. Д. Рейман-Далматовой в Минске. Примерно в 1915 году семья Герштейнов неформально усыновила будущего мужа Блюмы Вульфовны, Альберта Янкелевича Зейгарника (1900—1942), родившегося в Варшаве и проживавшего в Пренах.
В 1918 году Блюма Герштейн окончила гимназию с золотой медалью и вместе с будущим супругом (в 1919 году пара обручилась) в 1922 году переехала на учёбу в Берлин и поступила на философский факультет Берлинского университета, в то время как А. Я. Зейгарник поступил в Берлинский политехникум. Там под влиянием лекций Макса Вертхаймера она заинтересовалась психологией. Брак супругов Зейгарник был заключён 9 января 1924 года в Каунасе.
В 1924 году начала посещать семинар Курта Левина, который занимался психологией личности, в частности изучением движущих мотивов личности, поведения личности в её среде, потребностей и «квазипотребностей» личности и их зависимости от социального окружения. Одновременно с занятиями у Левина Зейгарник продолжала посещать занятия и у других профессоров: так, она занималась в психиатрической клинике у К. Гольдштейна, прослушала курс лекций Э. Шпрангера и по эстетике Макса Дессуара. В 1924—1926 годах после проведения ряда экспериментов Зейгарник обнаружила закономерность, которая вошла в науку под именем «эффект Зейгарник»: люди склонны запоминать незавершённые и прерванные действия (задачи) лучше завершённых.
Эксперимент сводился к тому, что экспериментатор просил испытуемых за определённое время решить ряд задач. При этом испытуемому не давали завершить часть из них, ссылаясь на нехватку времени. Позже испытуемому предлагали перечислить все задания, которые он запомнил.
Предполагалось, что в случае прерывания решения задачи возникает определённый уровень эмоционального напряжения, который не получает своей разрядки в решении задачи и, в свою очередь, способствует сохранению этого «неудовлетворительного» действия в памяти (в терминах понятийной системы Курта Левина, под руководством которого проводился эксперимент). Было показано, что среди сохранившихся в памяти действий отношение незавершённых действий к завершённым равно 1.9. Таким образом, результат отличается почти в 2 раза.
В 1925 году Б. В. Зейгарник окончила Берлинский университет и в 1931 году приехала в СССР, где стала ближайшей сотрудницей Л. С. Выготского, работала в Москве в Институте по изучению высшей нервной деятельности при Секции естествознания Комакадемии и затем в психоневрологической клинике Института экспериментальной медицины.
В 1935 году ей присваивается степень кандидата биологических наук.
В 1936 году вышло постановление ЦК ВКП(б) «О педологических извращениях в системе наркомпросов», положившее начало свертыванию экспериментальной психологии в стране на долгие годы.
В 1939 году Альберт Янкелевич Зейгарник был арестован и приговорен Особым Совещанием НКВД СССР (постановление 26 февраля 1942 года) года к 10 годам лишения свободы в исправительно-трудовом лагере «как агент иностранной разведки и за шпионскую деятельность» без вменения конкретной статьи; в том же году он погиб в лагере (реабилитирован 27 июня 1956 года). Она осталась одна с двумя сыновьями, одному из которых было меньше года, другому шесть лет. По мере сил ей стараются помогать друзья — А. Р. Лурия и С. Я. Рубинштейн.
В 1940 году Блюма Вольфовна впервые за долгие годы получает возможность встретиться с матерью и едет в Литву.
Во время Великой Отечественной войны Зейгарник с сыновьями эвакуировались из Москвы. В эвакуации работала вместе с А. Р. Лурия и другими психологами в нейрохирургическом эвакогоспитале № 3120 на Урале на базе санатория Кисегач в городе Чебаркуль Челябинской области, где занималась восстановлением высших психических функций после черепно-мозговых ранений. Результаты этих исследований были впоследствии опубликованы. В этот период укрепляются её научные и личные контакты со многими крупнейшими психологами страны — А. Н. Леонтьевым, А. В. Запорожцем, С. Г. Геллерштейном и другими. С большим теплом и любовью вспоминала о них впоследствии Б. В. Зейгарник, отмечая, что именно в этот период под влиянием общения с психологами школы Выготского и оформились её представления о патопсихологии как особой области знания.
В послевоенный период Б. В. Зейгарник возглавляла лабораторию психологии в Институте психиатрии, которая была создана при её непосредственном участии. Именно в этот период на стыке психологии и психиатрии было сформировано направление психологии — экспериментальная патопсихология.
В ходе кампании по борьбе с космополитизмом Б. В. Зейгарник была отстранена от заведования лабораторией (1950) и в 1953 году уволена из лаборатории. В тот период большую роль в ее жизни, в помощи ей и ее сыновьям сыграл Дмитрий Евгеньевич Мелехов, директор НИИ Психиатрии.
Восстановлена Блюма Вульфовна в должности заведующей патопсихологической лабораторией в 1957 году и проработала в ЦНИИ психиатрии до 1967 года.
В 1959 году защитила докторскую диссертацию «Нарушения мышления у психически больных». В 1965 году ей было присвоено звание профессора по специальности «психология». С 1967 года преподавала на психологическом факультете МГУ, была избрана на должность профессора кафедры психофизиологии и нейропсихологии университета.
В 1978 году Б. В. Зейгарник получила премию им. М. В. Ломоносова.
В 1980 году Б. В. Зейгарник приняла участие в Международном конгрессе по психологии в Лейпциге. На конгрессе с ней познакомился профессор Дж. Л. Тапп, председатель комитета по присуждению премий Курта Левина. В 1983 году ей присудили эту почетную премию.

## Семья
Сыновья — доктора технических наук, теплофизики Юрий Альбертович Зейгарник (1933—2024), главный научный сотрудник и заведующий отделом теплообмена Объединённого института высоких температур РАН; Владимир Альбертович Зейгарник (род. 1939), с 1993 года исполнительный директор Научного объединения «ИВТАН» (с 2007 года — первый заместитель директора по научной работе).
Внуки: 
- Андрей Владимирович Зейгарник, фотохудожник, преподаватель основ композиции, теории фотографии, а также по химии, физике, математике, искусственному интеллекту, истории психологии, биограф своей бабушки.
- Михаил Владимирович Зейгарник, врач, кандидат медицинских наук.

## Основные работы
- «Нарушения мышления у психически больных (Экспериментально-психологическое исследование)», Москва, 1958;
- «Патология мышления», Москва, Издательство МГУ, 1962;
- «Введение в патопсихологию», Москва, Издательство МГУ, 1969;
- «Личность и патология деятельности», Москва, Издательство МГУ, 1971;
- «Основы патопсихологии», Москва, Издательство МГУ, 1973;
- «Теория личности К. Левина», Москва, Издательство МГУ, 1981;
- «Психология личности: норма и патология», 1982;
- «Теории личности в зарубежной психологии», Москва, Издательство МГУ, 1982.
- «Патопсихология», Москва, Издательство Московского университета, 1986.

Статьи
- Zeigarnik, B. (1927). Das Behalten erledigter und unerledigter Handlungen . Psychologische Forschung 9, 1—85.

## Комментарии
1. ↑  есть публикация с ошибочной датой рождения 09.11.1901 Zeigarnik, A.V. Bluma Zeigarnik: a memoir Архивная копия от 31 мая 2020 на Wayback Machine. Gestalt theory. 29, 256-68.